# Opal Tometi
Opal Tometi (Brooklyn, 15 de agosto de 1984) es una activista de los derechos humanos, escritora, estratega y organizadora comunitaria nigeriano-estadounidense. Es cofundadora del movimiento antirracista Black Lives Matter y la directora ejecutiva de la Alianza Negra para la Inmigración Justa.

## Trayectoria
Tometi es hija de inmigrantes nigerianos, la mayor de tres hermanos. Creció en Phoenix y vive en el condado de Brooklyn en Nueva York. En 2005 se graduó en Historia en la Universidad de Arizona y estudió un Máster en Comunicación y Defensa en la Universidad Estatal de Arizona. El 7 de mayo de 2016, obtuvo un doctorado honoris causa en ciencias por la Universidad de Clarkson. Durante su etapa universitaria, Tometi fue voluntaria de la Unión Estadounidense por las Libertades Civiles una organización sin ánimo de lucro que monitorizaba los intentos de expulsar a los inmigrantes ilegales de Estados Unidos.
Tometi comenzó su trayectoria profesional en 2006 en el área de marketing de una cementera y en 2008 se convirtió en especialista en relaciones públicas. En 2009 comenzó a trabajar para Witness, una empresa que, mediante el uso de vídeo y otras tecnologías, descubrió las violaciones de los derechos humanos cometidas por vigilantes antiinmigración que trabajaban en la frontera entre Arizona y México.
En 2011, Tometi empezó a trabajar para la Black Alliance for Just Immigration (Alianza Negra para la Inmigración Justa), un grupo que trata de mejora la vida de los inmigrantes afroamericanos, afrolatino, africanos y caribeños. En enero de 2016, como directora de comunicación y codirectora de la organización, Tometi organizó en Miami la primera reunión por la inmigración dirigida por personas negras. También fue la organizadora de la primera sesión informativa del congreso sobre inmigrantes negros celebrada en Washington D. C. Posteriormente, Tometi se convirtió en la Directora Ejecutiva de BAJI.
Tometi formó parte de la campaña Drop the I-Word para concienciar sobre temas como la Gran Migración Afroamericana, el Movimiento por los derechos civiles en Estados Unidos, y la diáspora africana. También se involucró en la Black Organizing for Leadership and Dignity (BOLD) para apoyar la formación de los activistas negros.
Tometi fundó la Black-Brown Coalition de Arizona, una iniciativa para impulsar la excelencia y equidad en la educación entre la comunidad negra, mulata y de bajos ingresos, y pertenece a la junta directiva del Puente Human Rights Movement, una organización de Phoenix para proteger los derechos de la comunidad inmigrante.
Tometi ha sido ponente en diversas instituciones y eventos, como la Universidad de Susquehanna, la Facing Race Conference de 2012, la Cumbre de Ideas del Instituto Aspen y el Simposio de Tecnología y Derechos Humanos del Grinnell College, además de en las Naciones Unidas y el Foro Global de las Naciones Unidas sobre Migración y en la Comisión de la Condición Jurídica y Social de la Mujer. Durante su estancia en la Universidad de Arizona, Tometi fue voluntaria en la Unión Estadounidense por las Libertades Civiles. También está involucrada con la Black Organizing for Leadership and Dignity y es miembro de Theta Nu Xi Multicultural Sorority, Inc. 
Ha aparecido en varios medios de comunicación, incluidos Glamour, Essence, CNN, MSNBC, y BET. Y escribe para varios medios de comunicación, como el HuffPost  y la revista Time.

### Black Lives Matter
En 2013, Tometi, junto con la artista Patrisse Cullors y la activista Alicia Garza, fundó el movimiento social Black Lives Matter. A Tometi se le atribuye la configuración de los aspectos de las redes sociales del movimiento. Tometi compró el dominio y construyó su plataforma digital, además de las cuentas de redes sociales.

## Reconocimientos
Tometi ha recibido diversos reconocimientos y en 2013 fue presentada como una nueva líder de derechos civiles Los Angeles Times  y un año más tarde por la Essence magazine. Figuró en la lista Root 100 de African American Achievers entre 25 y 45 y en la lista de Cosmopolitan Top 100 de mujeres extraordinarias. En 2013, la revista Time la nombró junto a Garza y Cullors una de las 100 Mujeres del Año, en 2015 la Politico Magazine la incluyó en su guía Politico 50 que reconoce a los pensadores, activistas y visionarios que transformaron la política estadounidense durante ese año. En 2016, también fue incluida en la lista de la revista Fortune que la reconocía como una de las "Mejores líderes del mundo". En 2017 fue galardonada con el Premio de Derechos Humanos Letelier-Moffitt. También fue incluida en el Museo Nacional de Arte y Cultura Afroamericana. En 2018, Tometi apareció en la lista de 200 líderes de The Guardian. En 2019, junto con Alicia Garza y Patrisse Khan-Cullors, Tometi recibió el Premio Literario PEN Oakland Josephine Miles por When They Call You a Terrorist: A Black Lives Matter Memoir. Tometi también ha aparecido en la portada de la revista TIME y en la revista Guardian Nigeria.